# Industrieller
Dieser Artikel wurde aufgrund inhaltlicher und/oder formaler Mängel auf der Qualitätssicherungsseite des Portals Wirtschaft eingetragen. 
Du kannst helfen, indem du die dort genannten Mängel beseitigst oder dich an der Diskussion beteiligst.

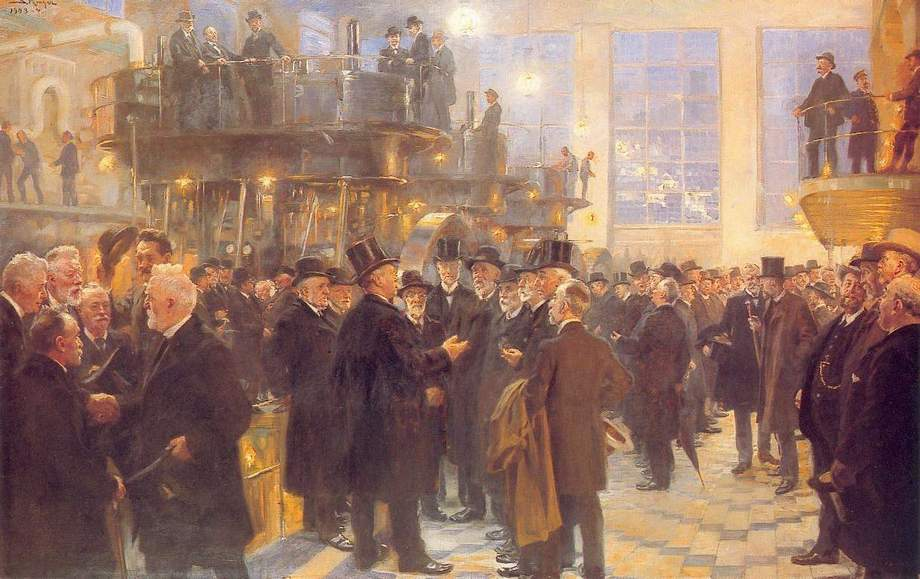
Peder Severin Krøyer: Industriens Mænd (Männer der Industrie), 1904

Der Begriff Industrieller bezeichnete insbesondere im 19. und 20. Jahrhundert einen Großunternehmer in der industriellen Fertigung, der über sein eigenes Unternehmen (und damit über seinen eigenen unmittelbaren wirtschaftlichen Vorteil) hinaus – oft für einen ganzen Industriezweig oder eine Volkswirtschaft insgesamt – aktiv handelte und an Prozessen der Meinungsbildung bzw. deren politischer Umsetzung mitwirkte. Diese Mitwirkung konnte sich sowohl auf die Mitarbeit innerhalb von Gremien oder Interessenvertretungen bzw. -verbänden als auch auf eine solche auf Basis von persönlichen Beziehungen beziehen.
Umgangssprachlich wurde der Begriff Industrieller aber häufig auch ganz allgemein auf erfolgreiche Unternehmer angewandt, meist im Sinne eines Augmentativs oder einer Nobilitierung. Diese unspezifische Verwendung geht zurück auf die Begriffsprägung zur Zeit der Industrialisierung im 19. Jahrhundert. Typischerweise befanden sich Unternehmen zu dieser Zeit in Familienbesitz, und der Fabrikant war gleichzeitig operativer Leiter und Eigentümer bzw. Miteigentümer, während Industrielle im engeren Sinne überwiegend angestellte Manager waren bzw. sind. Im wissenschaftlichen Bereich wird diese verallgemeinernde und damit verunklärende Begriffsverwendung vermieden.

## Wortgeschichte
Das Nomen Industrieller stammt aus dem Französischen, aus der 1823 erschienenen Schrift Catéchisme des industriels (Katechismus der Industriellen) des Frühsozialisten Henri de Saint-Simon. Es drang seit 1830 über Vermittlung von Heinrich Heine und Ludwig Börne in den deutschen Sprachraum ein.
Saint-Simon beginnt seinen Catéchisme mit der Frage: „Qu'est-ce qu'un industriel?“ (Was ist ein Industrieller?) und einer Antwort darauf in Form einer Definition. Sie lautet: „Un industriel est un homme qui travaille à produire ou à mettre à la portée des membres différentes de la société, un ou plusieurs moyens de satisfaire leurs besoins ou leur goûts physiques ...“ In der frühen Übersetzung (1855) von Lorenz von Stein, der wesentlich zur Vermittlung des Begriffs ins Deutsche beigetragen hat: „Ein Industrieller ist ein Mensch, der arbeitet, um die Mittel zur Befriedigung der Bedürfnisse oder physischen Genüsse für die Menschen zu erzeugen oder zugänglich zu machen.“ Bei Saint-Simon gehörten demnach alle produktiv Tätigen zur Klasse der Industriellen (classe des industriels), also unter anderem Bauern, Handwerker, Arbeiter, Unternehmer (fabricants), Kaufleute, ja sogar Künstler und Wissenschaftler. Bei Heine und Börne sind damit im Wesentlichen alle gewerblich Tätigen gemeint.